# Маловедмежье
Маловедмежье (укр. Маловедмеже, встречается вариант Маломедвежье) — село, относится к Свердловскому городскому совету Луганской области Украины. Под контролем самопровозглашённой Луганской Народной Республики.

## География
Ближайшие населённые пункты: посёлки Киселёво на юге, Новодарьевка на юго-западе, Калиновка на западе, Покровка на северо-западе, Фёдоровка и Павловка на севере, Володарск на северо-востоке, посёлки Устиновка на востоке, Ленинское и Шахтёрское, город Свердловск на юго-востоке.

## Население
Население по переписи 2001 года составляло 137 человек.

## Общие сведения
Почтовый индекс — 94837. Телефонный код — 6434. Занимает площадь 0,28 км². Код КОАТУУ — 4412746302.

## Местный совет
94835, Луганская обл., Свердловский городской совет, пгт. Ленинское, ул. Маяковского, д. 68